# Trichoblatta magnifica
Trichoblatta magnifica är en kackerlacksart som först beskrevs av Robert Walter Campbell Shelford 1907.  Trichoblatta magnifica ingår i släktet Trichoblatta och familjen jättekackerlackor. Inga underarter finns listade i Catalogue of Life.